# Benoît Haller
Pour les articles homonymes, voir Haller.
Benoît Haller est un chef d'orchestre et ténor français, né à Strasbourg en 1972.

## Biographie
Benoît Haller a étudié la direction d’ensembles musicaux avec Hans Michael Beuerle (de) à l'École supérieure de musique et d'art dramatique de Francfort-sur-le-Main (de) ainsi que le chant avec Hélène Roth puis Beata Heuer-Christen, Gerd Heinz (opéra) et Hans Peter Müller (mélodie) de 1992 à 2002.
Son répertoire comprend l'opéra baroque et les grands oratorios classiques et romantiques.
Il est le fondateur et directeur musical de l'ensemble de musique baroque La Chapelle Rhénane qu'il dirige depuis 2001, avec lequel il se consacre essentiellement aux répertoires baroques allemands et italiens.
Sa sœur Salomé Haller est également chanteuse (soprano) d'opéras et d'oratorios.

## Discographie sélective

### Ténor
- Schütz, Die Sieben Worte Jesu am Kreuz - Akadêmia, Françoise Lasserre (2000, Pierre Verany)
- Deutsche Kantaten : Tunder, Graupner, Bruhns, Kuhnau - Collegium Vocale Gent, Philippe Herreweghe (2000, Harmonia Mundi)
- Mozart, Geistliche Werke - Nordic Chamber Choir, Nicol Matt (2002, Brilliant Classics)
- Mendelssohn, Psaumes 42, 95 et 115 - Chœur d'Oratorio de Paris, Jean Sourisse (2002, Studio SM)
- Mozart, Messes - Nordic Chamber Choir, Nicol Matt (2002, Brilliant Classics)
- Gossec, Missa pro defunctis - La Grande Écurie et la Chambre du Roy, Jean-Claude Malgoire (2002, K617 - Harmonia Mundi)
- Telemann, Kantaten und Kammermusik - Balthasar Neumann Ensemble, Han Tol (2004, Carus-Verlag)
- Rosenmüller, Weihnachtshistorie - Cantus Cölln, Concerto Palatino, Konrad Junghänel (2004, Harmonia Mundi)
- Mozart, Salzburg Sacred Music - Kölner Kammerchor, Collegium Cartusianum, Peter Neumann (2005, MDG)
- Mazzocchi, Madrigali e Dialoghi - Les Paladins, Jérôme Correas (2006, Pan Classics)
- Valentini, In bel Giardino - Konzertante Madrigale - Orlando di Lasso Ensemble, Detlev Bratschke (2007, Édition Ch - Alive)
- Haendel, Giove in Argo - Concert Royal Köln, Sylvie Kraus (2007, Musicaphon)

### Dirigeant la Chapelle Rhénane
- Schütz, Symphoniæ Sacræ (extraits du deuxième Livre, 1647) (2004, K617)
- Capricornus, Theatrum Musicum & Leçons de Ténèbres (2006, K617)
- Schütz, Magnificat d'Uppsala et autres œuvres sacrées (2006, K617)
- Schütz, Histoire de la Résurrection ; Musikalische Exequien (2007, K617)
- Buxtehude, Membra Jesu Nostri  (2008, K617)
- Bach, Passio secundum Johannem (2010, Zig-Zag Territoires/Outhere)
- Schütz, Psalmen Davids (extraits du recueil de 1619) (2012, K617)
- Haendel, Messiah (2013, K617)